# Convocazioni per il campionato mondiale femminile di calcio 1991
Elenco delle giocatrici convocate per il campionato mondiale femminile di calcio 1991.

## Gruppo A

### Cina
Selezionatrice:  Shang Ruihua
| N. | Pos. | Giocatore      | Data nascita (età)         | Pres. | Squadra                  |
| -- | ---- | -------------- | -------------------------- | ----- | ------------------------ |
| 1  | P    | Zhong Honglian | 27 ottobre 1967 (24 anni)  |       | Dalian Junfeng           |
| 2  | D    | Chen Xia       | 26 novembre 1969 (21 anni) |       | Guangdong Sports Lottery |
| 3  | D    | Ma Li          | 3 marzo 1969 (22 anni)     |       | Beijing BG               |
| 4  | C    | Li Xiufu       | 28 giugno 1965 (26 anni)   |       | Prima Ham FC             |
| 5  | D    | Zhou Yang      | 1º febbraio 1971 (20 anni) |       | Dalian Junfeng           |
| 6  | D    | Shui Qingxia   | 18 dicembre 1966 (24 anni) |       | Shanghai Vinpac          |
| 7  | A    | Wu Weiying     | 19 gennaio 1969 (22 anni)  |       | Guangdong Sports Lottery |
| 8  | C    | Zhou Hua       | 3 ottobre 1969 (22 anni)   |       | Dalian Junfeng           |
| 9  | C    | Sun Wen        | 6 aprile 1973 (18 anni)    |       | Shanghai Vinpac          |
| 10 | C    | Liu Ailing     | 2 maggio 1967 (24 anni)    |       | Beijing BG               |
| 11 | A    | Sun Qingmei    | 19 giugno 1966 (25 anni)   |       | Hebei Zhongji            |
| 12 | D    | Wen Lirong     | 2 ottobre 1969 (22 anni)   |       | Beijing BG               |
| 13 | A    | Nu Lijie       | 12 aprile 1969 (22 anni)   |       | Changchun Zhuoyue        |
| 14 | A    | Zhang Yan      | 6 agosto 1972 (19 anni)    |       | Dalian Junfeng           |
| 15 | A    | Wei Haiying    | 5 gennaio 1971 (20 anni)   |       | Guangdong Sports Lottery |
| 16 | A    | Zhang Hongdong | 20 marzo 1969 (22 anni)    |       | Beijing BG               |
| 17 | C    | Zhu Tao        | 20 novembre 1974 (16 anni) |       | Beijing BG               |
| 18 | P    | Li Sa          | 3 gennaio 1968 (23 anni)   |       | Beijing BG               |

### Danimarca
Selezionatrice:  Keld Gantzhorn
| N. | Pos. | Giocatore          | Data nascita (età)          | Pres. | Squadra      |
| -- | ---- | ------------------ | --------------------------- | ----- | ------------ |
| 1  | P    | Helle Bjerregaard  | 21 giugno 1968 (23 anni)    |       | Rødovre BK   |
| 2  | D    | Karina Sefron      | 2 luglio 1967 (24 anni)     |       | Malmö FF Dam |
| 3  | D    | Jannie Hansen      | 6 ottobre 1963 (28 anni)    |       | Rødovre BK   |
| 4  | D    | Bonny Madsen       | 10 agosto 1967 (24 anni)    |       | Malmö FF Dam |
| 5  | D    | Helle Rotbøll      | 8 ottobre 1963 (28 anni)    |       | HEI Aarhus   |
| 6  | D    | Mette Nielsen      | 15 giugno 1964 (27 anni)    |       | Vorup FB     |
| 7  | C    | Susan Mackensie    | 24 dicembre 1962 (28 anni)  |       | HEI Aarhus   |
| 8  | C    | Lisbet Kolding     | 6 aprile 1965 (26 anni)     |       | HEI Aarhus   |
| 9  | A    | Annie Gam-Pedersen | 5 luglio 1965 (26 anni)     |       | Odense BK    |
| 10 | A    | Helle Jensen       | 23 marzo 1969 (22 anni)     |       | B 1909       |
| 11 | A    | Hanne Nissen       | 21 novembre 1970 (20 anni)  |       | Odense BK    |
| 12 | C    | Irene Stelling     | 25 luglio 1971 (20 anni)    |       | HEI Aarhus   |
| 13 | A    | Annette Thychosen  | 30 agosto 1968 (23 anni)    |       | Odense BK    |
| 14 | C    | Marianne Jensen    | 14 gennaio 1970 (21 anni)   |       | HEI Aarhus   |
| 15 | C    | Rikke Holm         | 22 marzo 1972 (19 anni)     |       | B 1909       |
| 16 | P    | Gitte Hansen       | 21 settembre 1961 (30 anni) |       | B 1909       |
| 17 | C    | Lotte Bagge        | 21 maggio 1968 (23 anni)    |       | B 1909       |
| 18 | C    | Janne Rasmussen    | 18 luglio 1970 (21 anni)    |       | B 1909       |

### Nuova Zelanda
Selezionatrice:  Dave Boardman
| N. | Pos. | Giocatore            | Data nascita (età)          | Pres. | Squadra |
| -- | ---- | -------------------- | --------------------------- | ----- | ------- |
| 1  | P    | Leslie King          | 13 novembre 1963 (28 anni)  |       |         |
| 2  | D    | Jocelyn Parr         | 5 marzo 1967 (24 anni)      |       |         |
| 3  | D    | Cinnamon Chaney      | 10 gennaio 1969 (22 anni)   |       |         |
| 4  | D    | Lynley Pedruco       | 11 ottobre 1960 (31 anni)   |       |         |
| 5  | C    | Deborah Pullen       | 20 settembre 1961 (30 anni) |       |         |
| 6  | C    | Lorraine Taylor      | 20 settembre 1961 (30 anni) |       |         |
| 7  | C    | Maureen Jacobson     | 7 dicembre 1961 (29 anni)   |       |         |
| 8  | C    | Monique van de Elzen | 17 luglio 1967 (24 anni)    |       |         |
| 9  | A    | Wendi Henderson      | 16 luglio 1971 (20 anni)    |       |         |
| 10 | C    | Donna Baker          | 27 febbraio 1966 (25 anni)  |       |         |
| 11 | A    | Amanda Crawford      | 16 febbraio 1971 (20 anni)  |       |         |
| 12 | C    | Julia Campbell       | 1º aprile 1965 (26 anni)    |       |         |
| 13 | D    | Kim Nye              | 10 maggio 1961 (30 anni)    |       |         |
| 14 | D    | Maria George         | 3 marzo 1965 (26 anni)      |       |         |
| 15 | D    | Terry McCahill       | 1º settembre 1970 (21 anni) |       |         |
| 16 | D    | Vivienne Robertson   | 18 giugno 1955 (36 anni)    |       |         |
| 17 | C    | Lynne Warring        | 1º dicembre 1963 (27 anni)  |       |         |
| 18 | P    | Anne Smith           | 27 settembre 1951 (40 anni) |       |         |

### Norvegia
Selezionatrice:  Even Pellerud
| N. | Pos. | Giocatore           | Data nascita (età)         | Pres. | Squadra         |
| -- | ---- | ------------------- | -------------------------- | ----- | --------------- |
| 1  | P    | Reidun Seth         | 9 giugno 1966 (25 anni)    |       | GAIS            |
| 2  | C    | Cathrine Zaborowski | 2 agosto 1971 (20 anni)    |       | Asker           |
| 3  | D    | Trine Stenberg      | 6 dicembre 1969 (21 anni)  |       | Sandviken       |
| 4  | C    | Gro Espeseth        | 30 ottobre 1972 (19 anni)  |       | Sandviken       |
| 5  | D    | Gunn Nyborg         | 21 marzo 1960 (31 anni)    |       | Asker           |
| 6  | C    | Agnete Carlsen      | 15 gennaio 1971 (20 anni)  |       | SK Sprint/Jeløy |
| 7  | C    | Tone Haugen         | 6 febbraio 1964 (27 anni)  |       | Trondheims-Ørn  |
| 8  | D    | Heidi Støre         | 4 luglio 1963 (28 anni)    |       | SK Sprint/Jeløy |
| 9  | A    | Hege Riise          | 18 luglio 1969 (22 anni)   |       | Setskog FK      |
| 10 | A    | Linda Medalen       | 17 giugno 1965 (26 anni)   |       | Asker           |
| 11 | A    | Birthe Egstad       | 23 luglio 1966 (25 anni)   |       | Klepp           |
| 12 | P    | Bente Nordby        | 23 luglio 1974 (17 anni)   |       | Raufoss IL      |
| 13 | C    | Liv Strædet         | 21 ottobre 1964 (27 anni)  |       | SK Sprint/Jeløy |
| 14 | C    | Margunn Humlestøl   | 25 gennaio 1970 (21 anni)  |       | Asker           |
| 15 | C    | Anette Igland       | 2 ottobre 1971 (20 anni)   |       | Kaupanger IL    |
| 16 | D    | Tina Svensson       | 16 novembre 1966 (25 anni) |       | Asker           |
| 17 | A    | Ellen Scheel        | 26 novembre 1968 (22 anni) |       | Jardar          |
| 18 | P    | Hilde Strømsvold    | 17 agosto 1967 (24 anni)   |       | Bøler           |

## Gruppo B

### Brasile
Selezionatrice:  Fernando Pires
| N. | Pos. | Giocatore        | Data nascita (età)          | Pres. | Squadra       |
| -- | ---- | ---------------- | --------------------------- | ----- | ------------- |
| 1  | P    | Meg              | 1º gennaio 1956 (35 anni)   |       | EC Radar      |
| 2  | D    | Rosa Lima        | 2 maggio 1964 (27 anni)     |       | Vasco da Gama |
| 3  | D    | Marisa           | 10 agosto 1966 (25 anni)    |       | EC Radar      |
| 4  | D    | Elane            | 4 giugno 1968 (23 anni)     |       | EC Radar      |
| 5  | C    | Marcinha         | 22 agosto 1962 (29 anni)    |       | EC Radar      |
| 6  | C    | Fanta            | 14 settembre 1966 (25 anni) |       | EC Radar      |
| 7  | C    | Pelézinha        | 12 marzo 1964 (27 anni)     |       | EC Radar      |
| 8  | D    | Solange          | 29 marzo 1969 (22 anni)     |       | EC Radar      |
| 9  | A    | Adriana          | 26 dicembre 1966 (24 anni)  |       | EC Radar      |
| 10 | A    | Roseli           | 7 settembre 1969 (22 anni)  |       | EC Radar      |
| 11 | A    | Cenira           | 12 febbraio 1965 (26 anni)  |       | EC Radar      |
| 12 | P    | Miriam           | 4 maggio 1965 (26 anni)     |       | EC Radar      |
| 13 | C    | Marcia Taffarel  | 12 marzo 1968 (23 anni)     |       | EC Radar      |
| 14 | C    | Nalvinha         | 14 luglio 1965 (26 anni)    |       | EC Radar      |
| 15 | C    | Pretinha         | 19 maggio 1975 (16 anni)    |       | L.D.N.I.      |
| 16 | D    | Doralice         | 23 ottobre 1963 (28 anni)   |       | EC Radar      |
| 17 | C    | Rosangela Rocha  | 1º aprile 1964 (27 anni)    |       | EC Radar      |
| 18 | C    | Maria Lucia Lima | 1º aprile 1964 (27 anni)    |       | EC Radar      |

### Giappone
Selezionatrice:  Tamotsu Suzuki
| N. | Pos. | Giocatore        | Data nascita (età)         | Pres. | Squadra                         |
| -- | ---- | ---------------- | -------------------------- | ----- | ------------------------------- |
| 1  | P    | Masae Suzuki     | 21 gennaio 1957 (34 anni)  |       | Nikko Shofen                    |
| 2  | D    | Midori Honda     | 16 novembre 1961 (30 anni) |       | Yomiuri Beleza                  |
| 3  | D    | Yumi Watanabe    | 2 luglio 1970 (21 anni)    |       | Fujita Tendai                   |
| 4  | D    | Mayumi Kaji      | 28 giugno 1964 (27 anni)   |       | Tazaki Kobe                     |
| 5  | D    | Sayuri Yamaguchi | 25 luglio 1966 (25 anni)   |       | Suzuyo Shimizu FC Lovely Ladies |
| 6  | D    | Yoko Takahagi    | 17 aprile 1969 (22 anni)   |       | Tokyo Gakugei                   |
| 7  | D    | Yumi Obe         | 15 febbraio 1975 (16 anni) |       | Nikko Shofen                    |
| 8  | C    | Michiko Matsuda  | 26 ottobre 1966 (25 anni)  |       | Prima Ham FC                    |
| 9  | A    | Akemi Noda       | 13 ottobre 1969 (22 anni)  |       | Yomiuri Beleza                  |
| 10 | C    | Asako Takakura   | 9 aprile 1968 (23 anni)    |       | Yomiuri Beleza                  |
| 11 | C    | Futaba Kioka     | 22 novembre 1965 (25 anni) |       | Suzuyo Shimizu FC Lovely Ladies |
| 12 | P    | Megumi Sakata    | 18 ottobre 1971 (20 anni)  |       | Nissan Ladies                   |
| 13 | D    | Kyoko Kuroda     | 8 maggio 1970 (21 anni)    |       | Prima Ham FC                    |
| 14 | A    | Etsuko Handa     | 10 maggio 1965 (26 anni)   |       | Suzuyo Shimizu FC Lovely Ladies |
| 15 | A    | Kaori Nagamine   | 3 giugno 1968 (23 anni)    |       | Reggiana                        |
| 16 | A    | Takako Tezuka    | 6 novembre 1970 (21 anni)  |       | Yomiuri Beleza                  |
| 17 | A    | Yuriko Mizuma    | 22 luglio 1970 (21 anni)   |       | Urawa Motobuto                  |
| 18 | D    | Tamaki Uchiyama  | 13 dicembre 1972 (18 anni) |       | Tazaki Kobe                     |

### Svezia
Selezionatrice:  Gunilla Paijkull
| N. | Pos. | Giocatore                   | Data nascita (età)          | Pres. | Squadra         |
| -- | ---- | --------------------------- | --------------------------- | ----- | --------------- |
| 1  | P    | Elisabeth Leidinge          | 6 marzo 1957 (34 anni)      |       | Jitex BK        |
| 2  | D    | Malin Lundgren              | 3 settembre 1967 (24 anni)  |       | Malmö FF Dam    |
| 3  | D    | Anette Hansson              | 2 maggio 1963 (28 anni)     |       | Jitex BK        |
| 4  | D    | Camilla Fors                | 24 aprile 1969 (22 anni)    |       | Jitex BK        |
| 5  | D    | Eva Zeikfalvy               | 18 aprile 1967 (24 anni)    |       | Malmö FF Dam    |
| 6  | C    | Malin Swedberg              | 15 settembre 1968 (23 anni) |       | Djurgårdens FF  |
| 7  | C    | Pia Sundhage                | 13 febbraio 1960 (31 anni)  |       | Hammarby IF DFF |
| 8  | C    | Susanne Hedberg             | 26 giugno 1972 (19 anni)    |       | Sunnanå SK      |
| 9  | A    | Helen Johansson             | 9 luglio 1965 (26 anni)     |       | Jitex BK        |
| 10 | A    | Lena Videkull               | 9 dicembre 1962 (28 anni)   |       | Malmö FF Dam    |
| 11 | A    | Anneli Andelén              | 21 settembre 1968 (23 anni) |       | Öxabäcks IF     |
| 12 | P    | Ing-Marie Olsson            | 23 febbraio 1966 (25 anni)  |       | Malmö FF Dam    |
| 13 | D    | Marie Ewrelius              | 31 agosto 1967 (24 anni)    |       | Djurgårdens FF  |
| 14 | D    | Camilla Svensson-Gustafsson | 20 gennaio 1969 (22 anni)   |       | GAIS            |
| 15 | A    | Helen Nilsson               | 24 novembre 1970 (20 anni)  |       | Sundsvalls DFF  |
| 16 | C    | Ingrid Johansson            | 9 luglio 1965 (26 anni)     |       | Jitex BK        |
| 17 | C    | Marie Karlsson              | 4 dicembre 1963 (27 anni)   |       | Öxabäcks IF     |
| 18 | C    | Pernilla Larsson            | 19 febbraio 1969 (22 anni)  |       | Gideonsbergs IF |

### Stati Uniti
Selezionatrice:  Anson Dorrance
| N. | Pos. | Giocatore               | Data nascita (età)         | Pres. | Squadra                             |
| -- | ---- | ----------------------- | -------------------------- | ----- | ----------------------------------- |
| 1  | P    | Mary Harvey             | 4 giugno 1965 (26 anni)    | 5     | UC Berkeley                         |
| 2  | A    | April Heinrichs         | 27 febbraio 1964 (27 anni) | 42    | University of North Carolina        |
| 3  | C    | Shannon Higgins         | 20 febbraio 1968 (23 anni) | 26    | University of North Carolina        |
| 4  | D    | Carla Overbeck          | 9 maggio 1968 (23 anni)    | 81    | University of North Carolina        |
| 5  | D    | Lori Henry              | 20 marzo 1966 (25 anni)    | 38    | University of North Carolina        |
| 6  | A    | Brandi Chastain         | 21 luglio 1968 (23 anni)   | 14    | Santa Clara University              |
| 7  | C    | Tracey Leone            | 5 maggio 1967 (24 anni)    | 28    | University of North Carolina        |
| 8  | D    | Linda Hamilton          | 4 giugno 1969 (22 anni)    | 18    | University of North Carolina        |
| 9  | C    | Mia Hamm                | 17 marzo 1972 (19 anni)    | 43    | University of North Carolina        |
| 10 | A    | Michelle Akers          | 1º febbraio 1966 (25 anni) | 44    | University of Central Florida       |
| 11 | C    | Julie Foudy             | 23 gennaio 1971 (20 anni)  | 26    | Stanford University                 |
| 12 | A    | Carin Gabarra           | 9 gennaio 1965 (26 anni)   | 45    | UC Santa Barbara                    |
| 13 | C    | Kristine Lilly          | 22 luglio 1971 (20 anni)   | 42    | University of North Carolina        |
| 14 | D    | Joy Fawcett             | 8 febbraio 1968 (23 anni)  | 40    | UC Berkeley                         |
| 15 | A    | Wendy Gebauer           | 25 dicembre 1966 (24 anni) | 25    | University of North Carolina        |
| 16 | D    | Debbie Belkin           | 27 maggio 1966 (25 anni)   | 48    | University of Massachusetts Amherst |
| 17 | P    | Amy Allmann             | 25 marzo 1965 (26 anni)    | 46    | University of Central Florida       |
| 18 | P    | Kim Maslin-Kammerdeiner | 12 agosto 1964 (27 anni)   | 17    | George Mason University             |

## Gruppo C

### Taipei cinese
Selezionatrice:  Chong Tsu-pin
| N. | Pos. | Giocatore      | Data nascita (età)          | Pres. | Squadra                         |
| -- | ---- | -------------- | --------------------------- | ----- | ------------------------------- |
| 1  | P    | Hong Li-chyn   | 23 maggio 1970 (21 anni)    |       | Taiwan PE College               |
| 2  | C    | Liu Hsiu-mei   | 28 novembre 1972 (18 anni)  |       | Taiwan PE College               |
| 3  | D    | Chen Shwu-ju   | 2 marzo 1965 (26 anni)      |       | Ming Chuan University           |
| 4  | D    | Lo Chu-yin     | 6 ottobre 1965 (26 anni)    |       | Mulan                           |
| 5  | D    | Chen Hsiu-lin  | 12 dicembre 1973 (17 anni)  |       | Jinwen College                  |
| 6  | C    | Chou Tai-ying  | 16 agosto 1963 (28 anni)    |       | Suzuyo Shimizu FC Lovely Ladies |
| 7  | A    | Lin Mei-chun   | 11 gennaio 1974 (17 anni)   |       | Ming Chuan University           |
| 8  | C    | Shieh Su-jean  | 10 febbraio 1969 (22 anni)  |       | Suzuyo Shimizu FC Lovely Ladies |
| 9  | C    | Wu Su-ching    | 21 luglio 1970 (21 anni)    |       | Taiwan PE College               |
| 10 | A    | Huang Yu-chuan | 17 febbraio 1971 (20 anni)  |       | Ming Chuan University           |
| 11 | D    | Hsu Chia-cheng | 7 giugno 1969 (22 anni)     |       | Suzuyo Shimizu FC Lovely Ladies |
| 12 | D    | Lan Lan-fen    | 22 novembre 1973 (17 anni)  |       | Ming Chuan University           |
| 13 | A    | Lin Chao-chun  | 31 ottobre 1972 (19 anni)   |       | Taiwan PE College               |
| 14 | A    | Ko Chiao-lin   | 14 settembre 1973 (18 anni) |       | Ming Chuan University           |
| 15 | D    | Wu Min-hsun    | 26 settembre 1974 (17 anni) |       | Jinwen College                  |
| 16 | C    | Chen Shu-chin  | 19 settembre 1974 (17 anni) |       | Jinwen College                  |
| 17 | C    | Lin Mei-jih    | 27 febbraio 1972 (19 anni)  |       | Ming Chuan University           |
| 18 | P    | Lin Hui-fang   | 6 ottobre 1973 (18 anni)    |       | Jinwen College                  |

### Germania
Selezionatrice:  Gero Bisanz
| N. | Pos. | Giocatore          | Data nascita (età)          | Pres. | Squadra                 |
| -- | ---- | ------------------ | --------------------------- | ----- | ----------------------- |
| 1  | P    | Marion Isbert      | 25 febbraio 1964 (27 anni)  | 52    | TSV Siegen              |
| 2  | D    | Britta Unsleber    | 25 dicembre 1966 (24 anni)  | 38    | FSV Francoforte         |
| 3  | D    | Birgitt Austermühl | 16 novembre 1965 (26 anni)  | 2     | TSV Battenberg          |
| 4  | D    | Jutta Nardenbach   | 13 ottobre 1968 (23 anni)   | 28    | TuS Ahrbach             |
| 5  | D    | Doris Fitschen     | 25 ottobre 1968 (23 anni)   | 36    | VfR Eintracht Wolfsburg |
| 6  | D    | Frauke Kuhlmann    | 27 settembre 1966 (25 anni) | 36    | Schmalfelder SV         |
| 7  | C    | Martina Voss       | 22 dicembre 1967 (23 anni)  | 41    | TSV Siegen              |
| 8  | C    | Bettina Wiegmann   | 7 ottobre 1971 (20 anni)    | 16    | Grün-Weiß Brauweiler    |
| 9  | A    | Heidi Mohr         | 29 maggio 1967 (24 anni)    | 41    | TuS Niederkirchen       |
| 10 | C    | Silvia Neid        | 2 maggio 1964 (27 anni)     | 61    | TSV Siegen              |
| 11 | C    | Beate Wendt        | 21 settembre 1971 (20 anni) | 4     | SC Poppenbüttel         |
| 12 | P    | Elke Walther       | 1º aprile 1971 (20 anni)    | 4     | VfL Sindelfingen        |
| 13 | C    | Roswitha Bindl     | 14 gennaio 1965 (26 anni)   | 5     | FC Wacker München       |
| 14 | C    | Petra Damm         | 20 marzo 1961 (30 anni)     | 43    | VfR Eintracht Wolfsburg |
| 15 | C    | Christine Paul     | 21 gennaio 1965 (26 anni)   | 7     | FC Wacker München       |
| 16 | A    | Gudrun Gottschlich | 23 maggio 1970 (21 anni)    | 16    | KBC Duisburg            |
| 17 | C    | Sandra Hengst      | 12 aprile 1973 (18 anni)    | 4     | KBC Duisburg            |
| 18 | A    | Michaela Kubat     | 10 aprile 1972 (19 anni)    | 3     | Grün-Weiß Brauweiler    |

### Italia
Selezionatore:  Sergio Guenza
| N. | Pos. | Giocatore            | Data nascita (età)          | Pres. | Squadra        |
| -- | ---- | -------------------- | --------------------------- | ----- | -------------- |
| 1  | P    | Stefania Antonini    | 10 ottobre 1970 (21 anni)   |       | Reggiana       |
| 2  | D    | Paola Bonato         | 31 gennaio 1961 (30 anni)   |       | Reggiana       |
| 3  | D    | Marina Cordenons     | 12 gennaio 1969 (22 anni)   |       | A.S.Pordenone  |
| 4  | C    | Maria Mariotti       | 27 aprile 1964 (27 anni)    |       | Reggiana       |
| 5  | D    | Raffaella Salmaso    | 16 aprile 1968 (23 anni)    |       | Milan 82       |
| 6  | D    | Maura Furlotti       | 12 settembre 1957 (34 anni) |       | Lazio          |
| 7  | A    | Silvia Fiorini       | 24 dicembre 1969 (21 anni)  |       | Firenze        |
| 8  | C    | Federica D'Astolfo   | 27 ottobre 1966 (25 anni)   |       | Torres         |
| 9  | A    | Carolina Morace      | 5 febbraio 1964 (27 anni)   |       | Milan 82       |
| 10 | C    | Feriana Ferreguzzi   | 20 febbraio 1959 (32 anni)  |       | Standard Liegi |
| 11 | C    | Adele Marsiletti     | 7 novembre 1964 (27 anni)   |       | Reggiana       |
| 12 | P    | Giorgia Brenzan      | 21 agosto 1967 (24 anni)    |       | Torres         |
| 13 | D    | Emma Iozzelli        | 12 giugno 1966 (25 anni)    |       | Reggiana       |
| 14 | D    | Elisabetta Bavagnoli | 3 settembre 1963 (28 anni)  |       | Milan 82       |
| 15 | C    | Anna Maria Mega      | 21 ottobre 1962 (29 anni)   |       | Reggiana       |
| 16 | C    | Fabiana Correra      | 1º ottobre 1967 (24 anni)   |       | Turris         |
| 17 | A    | Nausica Pedersoli    | 17 aprile 1969 (22 anni)    |       | Milan 82       |
| 18 | A    | Rita Guarino         | 31 gennaio 1971 (20 anni)   |       | FCF Juventus   |

### Nigeria
Selezionatrice:  Jo Bonfrère
| N. | Pos. | Giocatore         | Data nascita (età)          | Pres. | Squadra         |
| -- | ---- | ----------------- | --------------------------- | ----- | --------------- |
| 1  | P    | Ann Chiejine      | 2 febbraio 1974 (17 anni)   |       | Flying Angels   |
| 2  | D    | Diana Nwaiwu      | 10 ottobre 1973 (18 anni)   |       | Kakanfo Babes   |
| 3  | D    | Ngozi Ezeocha     | 10 dicembre 1973 (17 anni)  |       | Princess Jegede |
| 4  | A    | Adaku Okoroafor   | 18 novembre 1974 (16 anni)  |       | Flying Angels   |
| 5  | D    | Omo-Love Branch   | 1º ottobre 1974 (17 anni)   |       | Ufuoma Babes    |
| 6  | C    | Nkechi Mbilitam   | 4 maggio 1974 (17 anni)     |       | Kakanfo Babes   |
| 7  | A    | Chioma Ajunwa     | 25 dicembre 1971 (19 anni)  |       | River Mermaids  |
| 8  | A    | Rita Nwadike      | 3 novembre 1974 (17 anni)   |       | River Mermaids  |
| 9  | A    | Ngozi Uche        | 18 giugno 1973 (18 anni)    |       | Ufuoma Babes    |
| 10 | D    | Mavis Ogun        | 24 agosto 1973 (18 anni)    |       | Ufuoma Babes    |
| 11 | A    | Gift Showemimo    | 24 maggio 1974 (17 anni)    |       | Kakanfo Babes   |
| 12 | C    | Florence Omagbemi | 2 febbraio 1975 (16 anni)   |       | Ufuoma Babes    |
| 13 | C    | Nkiru Okosieme    | 1º marzo 1972 (19 anni)     |       | S.C. Imo State  |
| 14 | D    | Phoebe Ebimiekumo | 17 gennaio 1973 (18 anni)   |       | Ufuoma Babes    |
| 15 | C    | Ann Mukoro        | 27 aprile 1975 (16 anni)    |       | Ufuoma Babes    |
| 16 | P    | Lydia Koyonda     | 29 maggio 1974 (17 anni)    |       | Ufuoma Babes    |
| 17 | D    | Edith Eluma       | 27 settembre 1958 (33 anni) |       | Princess Jegede |
| 18 | C    | Rachael Yamala    | 12 febbraio 1975 (16 anni)  |       | Kakanfo Babes   |